# Chengdu Airlines
Chengdu Airlines – chińska linia lotnicza z siedzibą w Chengdu w prowincji Syczuan. Głównym węzłem przewoźnika jest port lotniczy Chengdu-Tianfu.
Została założona w 2004 jako United Eagle Airlines, od 21 stycznia 2010 funkcjonuje pod obecną nazwą.
Przewoźnik w 2025 realizował połączenia na 111 kierunkach krajowych i 3 zagranicznych.

## Flota
Według stanu na maj 2025 flota Chengdu Airlines składała się z 81 samolotów o średnim wieku 5,5 lat:
| Samolot         | Samolot | Samolot   | Liczba miejsc | Liczba miejsc | Uwagi |
| Model           | Aktywne | Zamówione | E             | Łącznie       | Uwagi |
| --------------- | ------- | --------- | ------------- | ------------- | ----- |
| Airbus A319-100 | 4       | -         | 144           | 144           |       |
| Airbus A320-200 | 31      | -         | 180           | 180           |       |
| Airbus A320neo  | 11      | 1         | 180           | 180           |       |
| Airbus A321neo  | 5       | -         | 227           | 227           |       |
| COMAC ARJ21-700 | 30      | 2         | 90            | 90            |       |
| Łącznie         | 81      | 3         |               |               |       |